# Dicranella nitida
Dicranella nitida là một loài rêu trong họ Dicranaceae. Loài này được Broth. mô tả khoa học đầu tiên năm 1891.